# Marchissy
Marchissy ist eine politische Gemeinde im Distrikt Nyon des Kantons Waadt in der Schweiz.

## Geographie
Marchissy liegt auf 825 m ü. M., 12 km nördlich des Bezirkhauptortes Nyon (Luftlinie). Das Haufendorf erstreckt sich am Jurasüdhang über dem Tal der Serine, in aussichtsreicher Lage rund 450 m über dem Seespiegel des Genfersees.
Die Fläche des 12,0 km² grossen Gemeindegebiets umfasst einen Abschnitt des Jurasüdhangs und des Waadtländer Juras. Das Gebiet wird im Süden vom Bachlauf der Serine, eines Zuflusses der Promenthouse, begrenzt. Im Südosten reicht es in die Niederung des Tals Prévondavaux. Dieses Tal ist ein Zeugnis der letzten Eiszeit, es war einst eine Schmelzwasserrinne am Rand des eiszeitlichen Rhonegletschers. Nach Nordwesten erstreckt sich der Gemeindeboden über den dicht bewaldeten Jurahang bis auf den Kamm der Antiklinale der Mont-Tendre-Kette. Auf dem Crêt de la Neuve wird mit 1495 m ü. M. der höchste Punkt von Marchissy erreicht. Ein kleiner Teil der Gemeinde liegt im Bereich der Combe des Amburnex, eines abflusslosen Hochtals auf der vordersten Jurakette. Von der Gemeindefläche entfielen 1997 3 % auf Siedlungen, 65 % auf Wald und Gehölze und 32 % auf Landwirtschaft.
Zu Marchissy gehören einige Einzelhöfe. Die Nachbargemeinden von Marchissy sind im Osten Longirod, im Südosten Burtigny, im Süden und Südwesten Le Vaud, im Nordwesten Bassins und im Norden Le Chenit.

## Bevölkerung
Mit 510 Einwohnern (Stand 31. Dezember 2023) gehört Marchissy zu den kleinen Gemeinden des Kantons Waadt. Von den Bewohnern sind 89,1 % französischsprachig, 4,0 % deutschsprachig und 2,3 % englischsprachig (Stand 2000). Die Bevölkerungszahl von Marchissy belief sich 1900 auf 280 Einwohner. Nachdem die Bevölkerung bis 1970 auf 172 Einwohner abgenommen hatte, setzte seither eine deutliche Bevölkerungszunahme mit einer Verdoppelung der Einwohnerzahl innerhalb von 30 Jahren ein.

## Wirtschaft
Marchissy war bis in die zweite Hälfte des 20. Jahrhunderts ein vorwiegend durch die Landwirtschaft geprägtes Dorf. Noch heute spielt die Landwirtschaft als Erwerbszweig der Bevölkerung eine wichtige Rolle, wobei Viehzucht und Milchwirtschaft gegenüber dem Ackerbau dominieren. Weitere Arbeitsplätze sind im lokalen Kleingewerbe und im Dienstleistungssektor vorhanden. In den letzten Jahrzehnten hat sich das Dorf dank seiner attraktiven Lage zu einer Wohngemeinde entwickelt. Viele Erwerbstätige sind deshalb Wegpendler, die in den grösseren Orten entlang des Genfersees ihrer Arbeit nachgehen.

## Verkehr
Die Gemeinde liegt an der Kantonsstrasse, die von Gland via Saint-George über den Col du Marchairuz in das Vallée de Joux führt. Durch den Postautokurs, der von Nyon nach Gimel verkehrt, ist Marchissy an das Netz des öffentlichen Verkehrs angebunden.

## Geschichte
Die erste urkundliche Erwähnung des Ortes erfolgte 1235 unter dem Namen Marchisie. Später erschienen die Schreibweisen Marchissie (1251) und Marchissier (1301). Der Ortsname ist vom lateinischen Wort marcasius abgeleitet und bedeutet Moor, Sumpfgebiet. Marchissy kam im 13. Jahrhundert als Lehen an die Herren von Aubonne.
Seit der Eroberung der Waadt durch Bern im Jahr 1536 teilte Marchissy die Geschicke von Aubonne und kam 1701 an die Landvogtei Aubonne. Nach dem Zusammenbruch des Ancien Régime gehörte das Dorf von 1798 bis 1803 während der Helvetik zum Kanton Léman, der anschliessend mit der Inkraftsetzung der Mediationsverfassung im Kanton Waadt aufging. 1798 wurde es dem Bezirk Aubonne zugeteilt.

## Sehenswürdigkeiten
Die Pfarrkirche Saint-Nicolas auf dem Geländevorsprung am unteren Dorfrand wurde 1518 geweiht und im 19. Jahrhundert umgestaltet. Im Ortskern sind einige Bauernhäuser aus dem 17. bis 19. Jahrhundert erhalten.